# Bomba de sentina

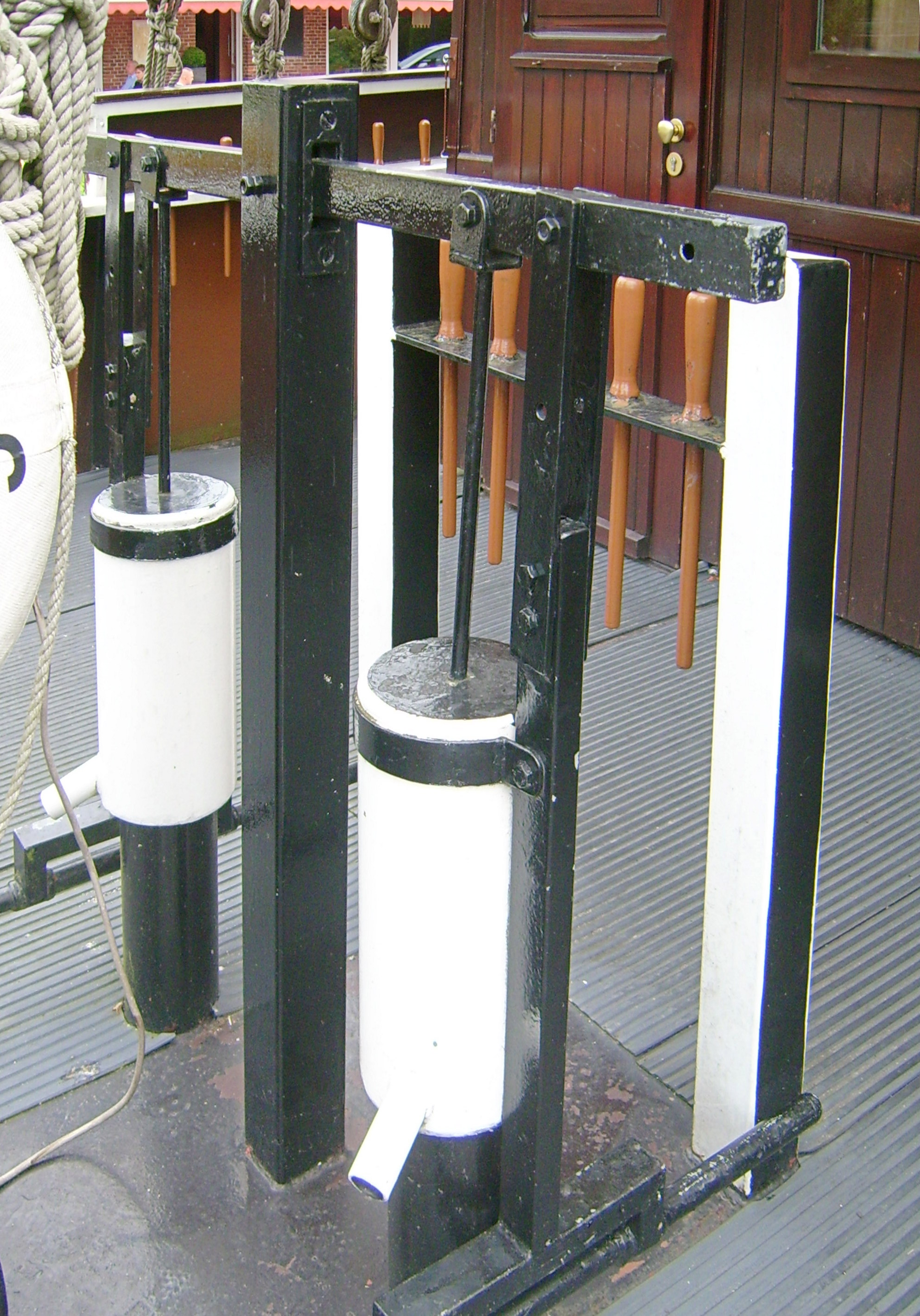
Reproducción de una bomba de sentina antigua

La  bomba de sentina  es una bomba de agua diseñada para eliminar el agua u otros líquidos de la sentina de un barco o de una embarcación.
Por razones de seguridad en las sentinas conviene instalar siempre bombas de sentina de reserva. La bomba de sentina primaria generalmente se sitúa en la parte inferior de la sentina, con unidades secundarias en una posición más alta y está previsto que se activen sólo en caso de funcionamiento defectuoso o sobrecarga de la primera.
Las bombas de sentina modernas son eléctricas y disponen de un interruptor accionado por un flotador que las pone en funcionamiento tan pronto como el nivel del agua en la sentina llega al umbral de activación.
Dado que a menudo en la sentina se depositan también los residuos de combustible, los motores eléctricos de las bombas de sentina están construidos de una forma que no puedan causar chispas.

## Historia

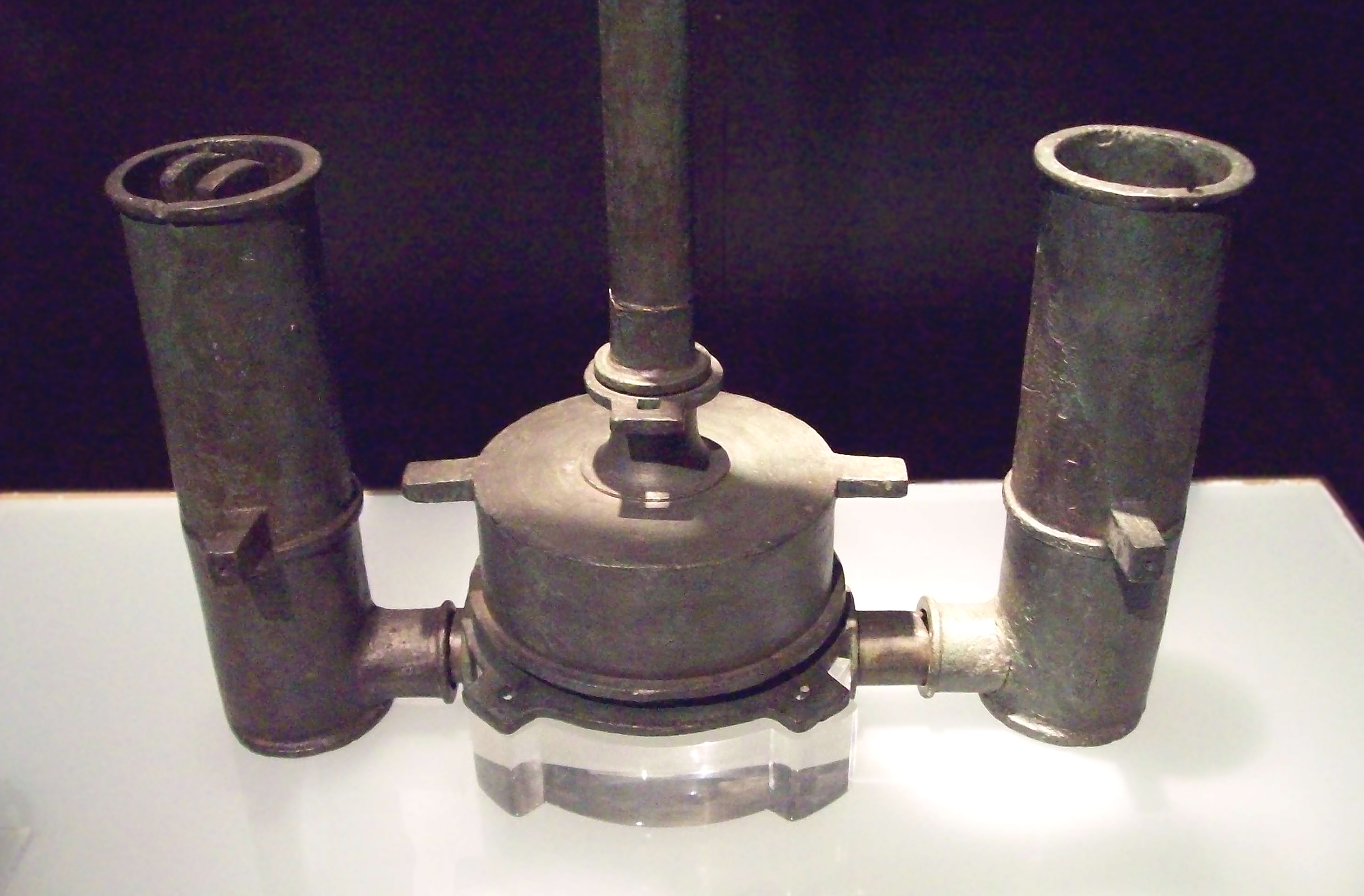
Bomba romana de bronce (Huelva)

### Grecia y Roma clásicas
Hay varias referencias literarias y hallazgos arqueológicos que demuestran la existencia y el uso de tres tipos de bomba de sentina:
- Del tipo aspirante-impelente (Antlia, antliae) término derivado del griego.
- Del tipo de rosario
- Basadas en el tornillo de Arquímedes

### Edad Media
En la Edad Media la antigua no parece existir ninguna referencia de ningún tipo.
En época premoderna hay más de una:
- En 1460, Miguel de Gualbes, de Barcelona, encarga al carpintero de ribera de Mataró, Lluís Pou, entre otras cosas:"..dos bels fusts rodons per dues trompes, que sien bels, de lonch e grux, a seny del dit mestre..".[3] Los "dos fusts", caracterizan la bomba del tipo aspirante-impelente.
- En un inventario de los astilleros de Barcelona de 1467 se puede leer: "un trompa de sgotar".[1]
- En unos versos del poema Luigi Pulci "Il Morgante Maggiore" de 1487, se habla de como: "la tromba aggottava".[4]

### Edad Contemporánea
Antiguamente las bombas de agotar podían estar hechas de madera o de bronce. Basado en los antiguos textos, parece que el bronce fue el material preferido ya que duraba más y era más fácil de transportar. Las de madera en conjunto, eran más fáciles de construir y reparar, pero no duraban tanto como las de bronce. Se encuentran pocas en naufragios, dado que se trataba de objetos de gran valor, y a menudo, después del naufragio, se bajaba al barco hundido para recuperarlas.
Las "bombas de agotar" tuvieron un número de usos comunes. Dependiendo de donde se encontrara situada la bomba en el casco de la nave, podía ser utilizada también para bombear agua de mar para apagar un incendio o, hacia un tanque de peces vivos para conservarlos hasta llegar a puerto, quedando así el pescado listo para ser vendido fresco.